# 九鼎柳
九鼎柳（学名：Salix amphibola）为杨柳科柳属的植物，是中国的特有植物。分布于中国大陆的四川等地，生长于海拔2,300米至3,000米的地区，目前尚未由人工引种栽培。